# Luis Fernando Silva
Luis Fernando Silva Ochoa (ur. 23 marca 1989 w Morelii) – meksykański piłkarz występujący na pozycji środkowego obrońcy.

## Kariera klubowa
Silva pochodzi z miasta Morelia i jest wychowankiem tamtejszego klubu Monarcas Morelia, do którego seniorskiej drużyny został włączony jako dwudziestolatek przez szkoleniowca Tomása Boya. W meksykańskiej Primera División zadebiutował 26 lipca 2009 w zremisowanym 1:1 spotkaniu z Santos Laguną, natomiast już w 2010 roku triumfował ze swoją drużyną w rozgrywkach SuperLigi. Nie potrafił jednak przebić się do wyjściowej jedenastki i pełnił wyłącznie rolę głębokiego rezerwowego, regularnie występując za to w drugoligowych rezerwach Morelii – kolejno w Mérida FC, Atlante UTN i Neza FC. W jesiennym sezonie Apertura 2013 wywalczył z Morelią krajowy puchar – Copa MX, zaś w 2014 roku zdobył superpuchar Meksyku – Supercopa MX, wciąż będąc jednak tylko rezerwowym.
| Sezon     | Klub             | Kraj   | Rozgrywki  | Mecze | Bramki |
| --------- | ---------------- | ------ | ---------- | ----- | ------ |
| 2007/2008 | Mérida FC        | Meksyk | Ascenso MX | 4     | 0      |
| 2008/2009 | Monarcas Morelia | Meksyk | Liga MX    | 0     | 0      |
| 2009/2010 | Monarcas Morelia | Meksyk | Liga MX    | 8     | 0      |
| 2010/2011 | Monarcas Morelia | Meksyk | Liga MX    | 5     | 0      |
| 2010/2011 | Atlante UTN      | Meksyk | Ascenso MX | 15    | 1      |
| 2011/2012 | Neza FC          | Meksyk | Ascenso MX | 31    | 0      |
| 2012/2013 | Neza FC          | Meksyk | Ascenso MX | 13    | 0      |
| 2012/2013 | Monarcas Morelia | Meksyk | Liga MX    | 1     | 0      |
| 2013/2014 | Monarcas Morelia | Meksyk | Liga MX    | 4     | 0      |
| 2014/2015 | Monarcas Morelia | Meksyk | Liga MX    |       |        |